# Eurhopalothrix procera
Eurhopalothrix procera är en myrart som först beskrevs av Carlo Emery 1897.  Eurhopalothrix procera ingår i släktet Eurhopalothrix och familjen myror. Inga underarter finns listade i Catalogue of Life.

## Bildgalleri

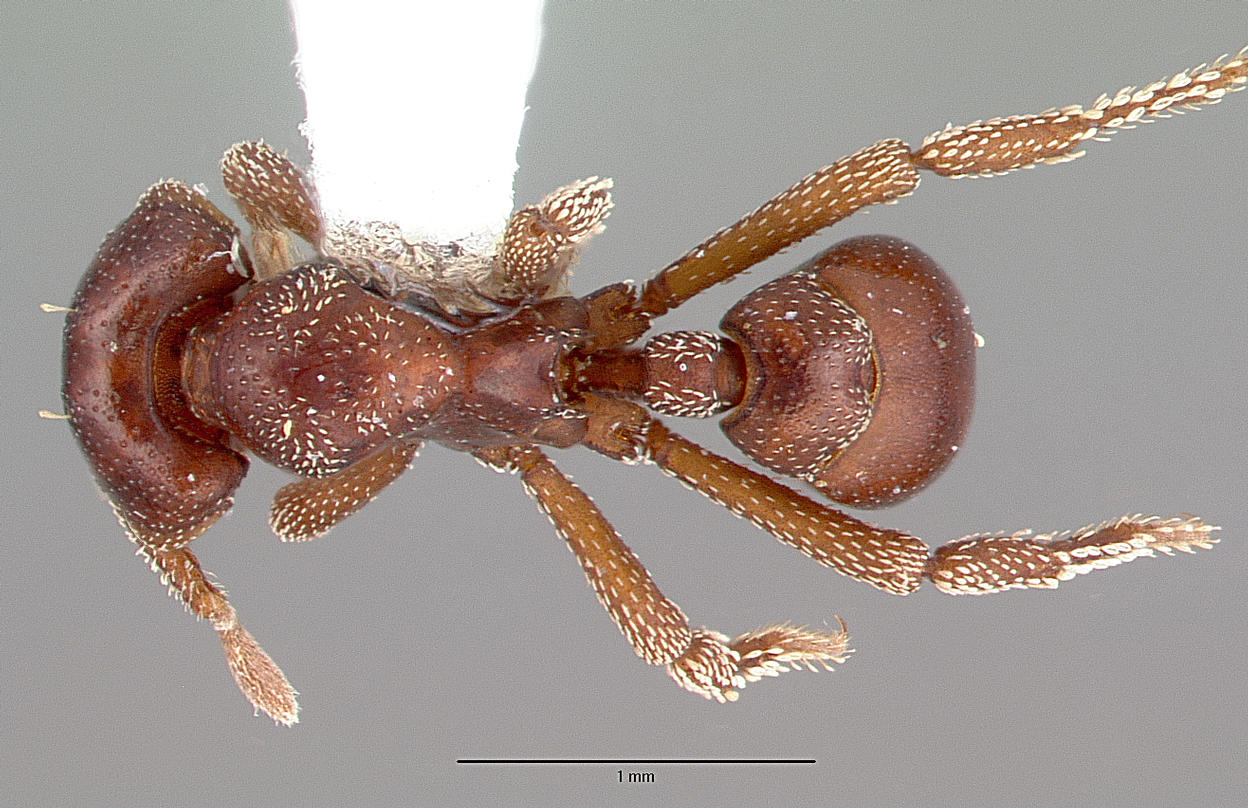
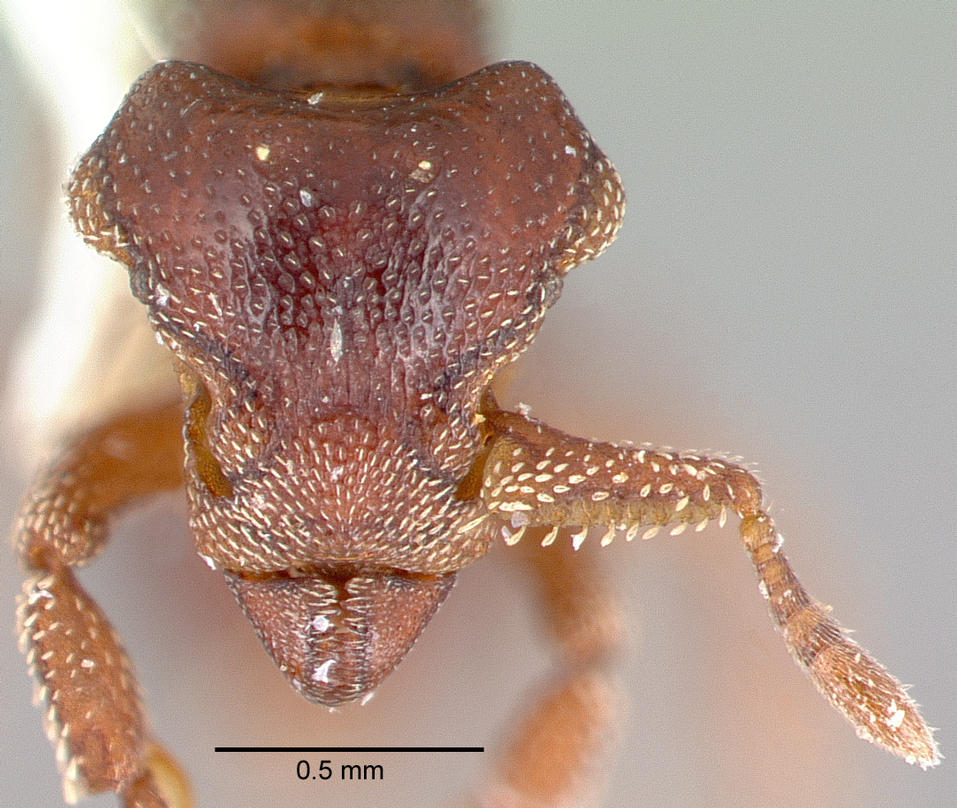
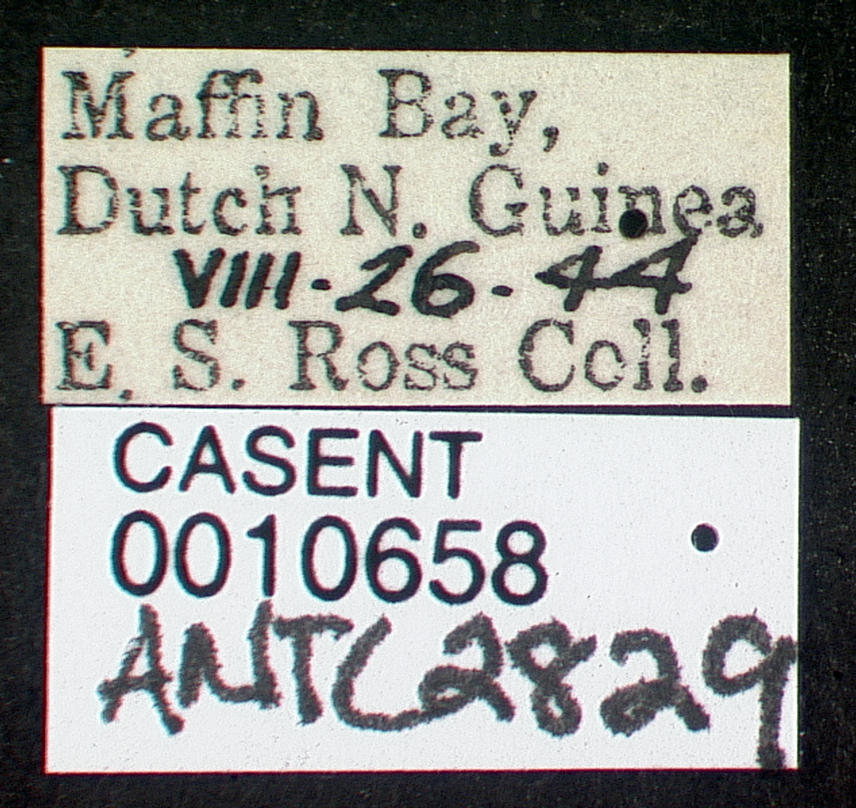
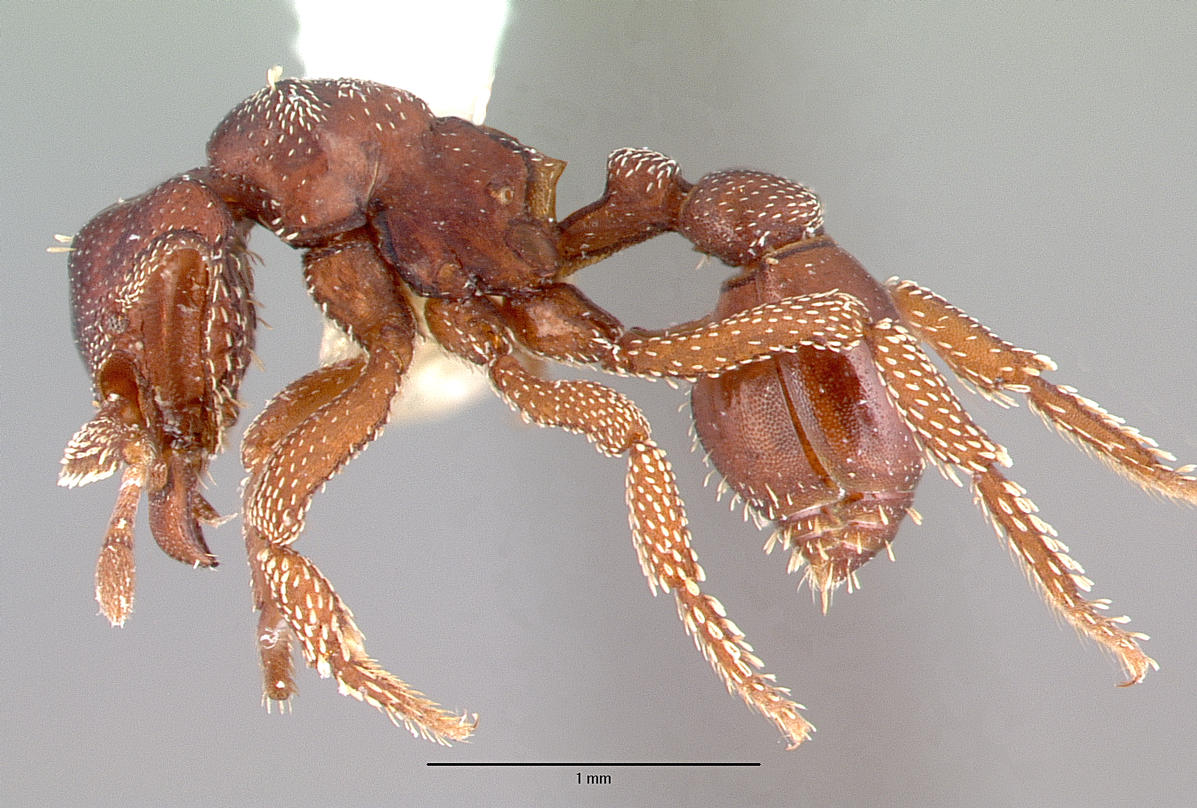
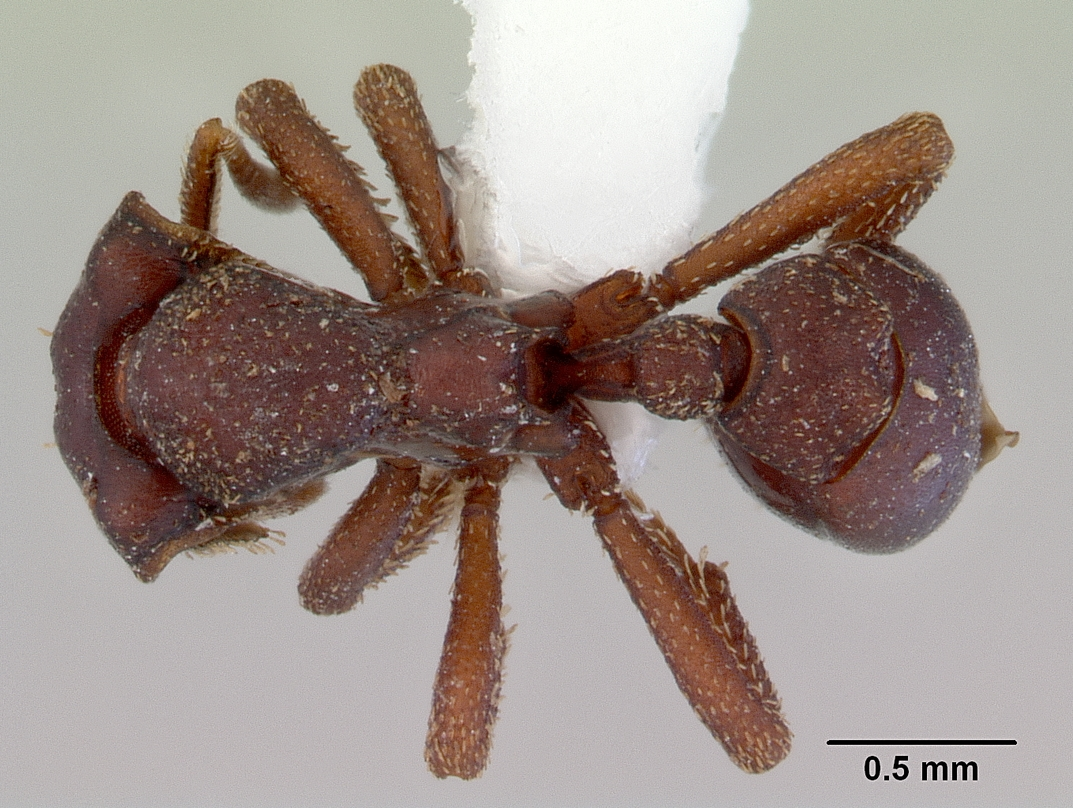
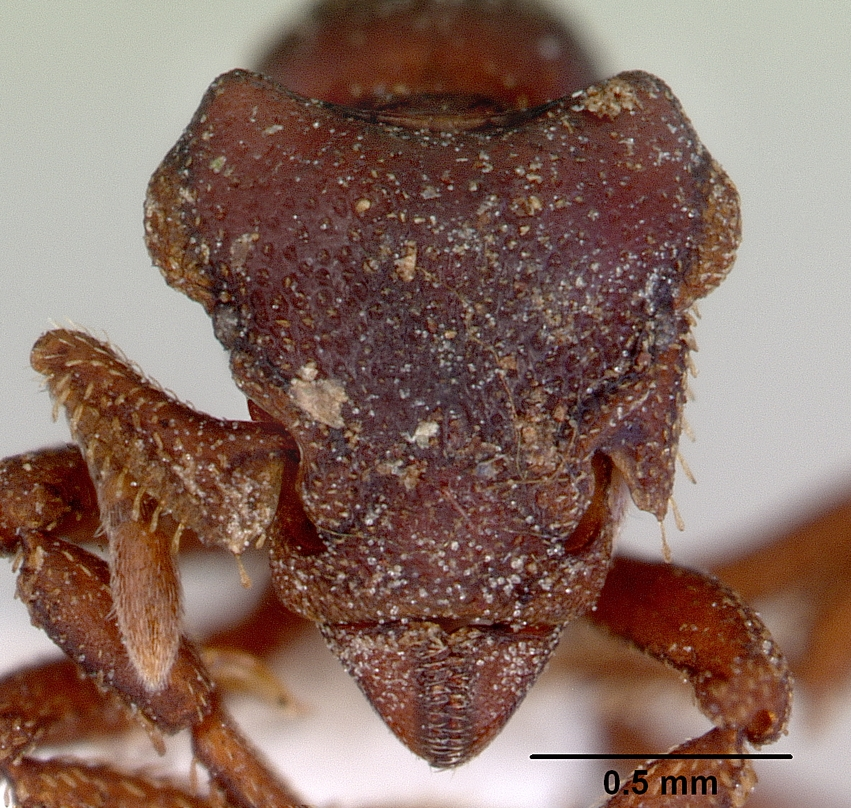